# Der ewige Jude
Der ewige Jude ist ein antisemitischer nationalsozialistischer Propagandafilm und gilt als aggressivster Vertreter dieser Art. Der Film kam nach dem ersten Kriegsjahr des Zweiten Weltkriegs Ende November 1940 in die deutschen Kinos. Er wurde unter der Regie von Fritz Hippler gedreht und von der Reichspropagandaleitung der NSDAP herausgebracht. Hitler und Goebbels nahmen starken Einfluss auf seine Form und seinen Inhalt. Mit diesem Film sollte die deutsche Öffentlichkeit auf die geplante „Endlösung der Judenfrage“ eingestimmt werden.
Dem als Kompilationsfilm im Stile eines Dokumentarfilms produzierten Film ging der ebenfalls antisemitisch motivierte Spielfilm Jud Süß von Veit Harlan voraus. Dieser sollte entsprechende Ressentiments gegen die Juden als vorgeblich schädliche „Rasse“ beim Publikum wecken – Ressentiments, die durch den Film Der ewige Jude mit scheinbar dokumentarischem Charakter untermauert werden sollten.
Der ewige Jude gehört mit Jud Süß und Die Rothschilds zu den drei 1940 in Deutschland uraufgeführten Filmen, die Juden nicht mehr, wie bis dahin gemäß nationalsozialistischer Filmpolitik üblich, als komische Figuren, sondern als gefährliche „Untermenschen“ darstellen.

## Inhalt
Der Titelvorspann weist den Film als einen „Filmbeitrag zum Problem des Weltjudentums“ aus. Bereits der erste Satz des Filmes im Zwischentitel, der sich des antisemitischen Klischees von der jüdischen Mimikry bedient, leitet in seine gesamte Thematik und Intention ein:
„Die zivilisierten Juden, welche wir aus Deutschland kennen, geben uns nur ein unvollkommenes Bild ihrer rassischen Eigenart. Dieser Film zeigt Originalaufnahmen aus den polnischen Ghettos, er zeigt uns Juden, wie sie in Wirklichkeit aussehen, bevor sie sich hinter der Maske des zivilisierten Europäers verstecken.“
Der Film lässt sich grob in vier Themengebiete unterteilen:
1. Aufnahmen aus nationalsozialistischen Ghettos auf ehemals polnischem Gebiet (z. B. Ghetto Litzmannstadt)
2. Aufzählung und Beurteilung zahlreicher politischer, kultureller und gesellschaftlicher Größen der internationalen Bühne mit jüdischer Herkunft
3. Religiöse Zeremonien, Religionsunterricht, Gottesdienst, Schächtung
4. Reichstagsrede Adolf Hitlers, paradierende SA-Männer

Der Film besteht aus einer Aneinanderreihung von Szenen, in denen Juden als sozial niedrigstehendes, kulturloses, parasitisches Volk dargestellt werden. Die Bilder stammen weitestgehend aus nationalsozialistischen Ghettos auf polnischem Gebiet (seit 1939 unter deutscher Besatzung), die als „Pestherd… der die Gesundheit der arischen Völker bedroht“, dargestellt werden; bewusst ausgewählt wurden Personen, die ärmlich gekleidet, teilweise zahnlos und verschmutzt in die Kamera grinsen. Die gezeigten Örtlichkeiten sind dreckig und von Schädlingsinsekten befallen. Die bildlich dargestellte Wanderung der Juden aus Osteuropa wird mit der Wanderung von Ratten verglichen, jüdische Menschen damit zu vernichtendem Ungeziefer gleichgestellt (Auszug aus Originalvertonung):

„Wo Ratten auch auftauchen, tragen sie Vernichtung ins Land, zerstören sie menschliche Güter und Nahrungsmittel. […] Sie sind hinterlistig, feige und grausam und treten meist in großen Scharen auf. Sie stellen unter den Tieren das Element der heimtückischen, unterirdischen Zerstörung dar – nicht anders als die Juden unter den Menschen.“

Von den Juden im als verschmutzt und ärmlich gezeigten Ghetto behauptet der Film, diese seien nicht wirklich arm, sondern:
„durch jahrzehntelangen Handel haben sie genügend Geld angehäuft, um sich und ihrer Familie ein sauberes und behagliches Heim schaffen zu können. Aber sie wohnen Generationen hindurch in denselben schmutzigen und verwanzten Wohnlöchern.“
Für Inflation und Arbeitslosigkeit in Deutschland werden im Film Juden verantwortlich gemacht. Sie hätten sich in alle Berufszweige eingeschlichen und sich durch Wucher, Gaunereien und Verbrechen am deutschen Vermögen schadlos gehalten (Auszug aus der Originalvertonung):

„Auf tausend Berliner Arbeiter kamen nur 2 Juden. Dafür waren Anfang des Jahres 1933 von hundert Staatsanwälten Berlins 15 Juden. Von hundert Richtern waren 23 Juden. Von hundert Rechtsanwälten 49 Juden. Von hundert Ärzten 52 Juden. Und von hundert Geschäftsleuten 60 Juden. Das Durchschnittsvermögen des einzelnen Deutschen betrug 810 Mark. Das Durchschnittsvermögen des einzelnen Juden betrug 10000 Mark.“

Der Wissenschaftler und Physik-Nobelpreisträger Albert Einstein wird als „Relativitätsjude, der seinen Deutschenhass hinter einer obskuren Pseudowissenschaft versteckt“, bezeichnet. In weiteren Filmausschnitten werden Curt Bois, Charles Chaplin (der gar kein Jude war), Leo Kestenberg, Fritz Kortner, Peter Lorre, Ernst Lubitsch, Kurt Tucholsky und Rosa Luxemburg als Repräsentanten des „internationalen Judentums“ vorgeführt.
In einer weiteren Szene wird das Schächten einer Kuh durch Juden in allen Details gezeigt. Diese Szene wurde aus einer für Frauen und Kinder gedachten Fassung herausgeschnitten. (Auszug aus Originalvertonung):

„Diese Bilder sind ein eindeutiger Beweis für die Grausamkeit der Schächtmethode. Sie enthüllen zugleich den Charakter einer Rasse, die ihre stumpfe Rohheit unter dem Mantel frommer Religionsausübung verbirgt.“

Es folgt eine Szene vom 30. Januar 1939 im Reichstag, Adolf Hitler verkündet dort die Worte, die den Judenmord androhen und somit den Holocaust einleiten:

„Wenn es dem internationalen Finanzjudentum in und außerhalb Europas gelingen sollte, die Völker noch einmal in einen Weltkrieg zu stürzen, dann wird das Ergebnis nicht die Bolschewisierung der Erde und damit der Sieg des Judentums sein, sondern die Vernichtung der jüdischen Rasse in Europa!“

Mit Bildern von jubelnden Deutschen und mannhaften Soldaten endet der Film.

## Bewertung
Der ewige Jude behauptet auf zynische Weise, die erniedrigenden und unmenschlichen Lebensumstände in den Ghettos seien von den Juden selbst gewollt. Dass die Insassen der von den deutschen Besatzern Polens eingerichteten Ghettos in Wirklichkeit Opfer der brutalen antisemitischen Besatzungspolitik waren, wird dem Betrachter verschwiegen.
Ein angeblich normales und selbstbestimmtes jüdisches Leben im Ghetto konstruierte später auch der ebenfalls im Stil eines Dokumentarfilms produzierte deutsche Propagandafilm Theresienstadt (1945). Da er sich an ein internationales Publikum richten sollte, zeichnete er aber ein positives Bild des Ghettolebens.

## Kompilationsmaterial
Noch während des Überfalls auf Polen nahmen Filmteams des Reichsministeriums für Volksaufklärung und Propaganda, technisch und logistisch unterstützt von Propagandakompanien der Wehrmacht, Aufnahmen von jüdischen Gemeinden im besetzten Polen auf. Eine entsprechende Anweisung des Reichsministeriums zur Assistierung von Hippler und seinen Kameramännern erging am 7. Oktober 1939 an das Armeeoberkommando 8 und nannte als Einsatzorte Warschau, Łódź und Krakau.
Neben eigens für den Film gedrehten Szenen enthält Der ewige Jude u. a. Material aus der Ufa-Tonwoche und Leni Riefenstahls Triumph des Willens (1935), allerdings auch Szenen aus dem amerikanischen Film Die Rothschilds (1934) von Alfred L. Werker sowie aus dem zionistischen Film Land der Verheißung (1934) von Juda Leman.

## Text und Musik
Sprecher des Films ist Harry Giese, der auch als Stimme der Deutschen Wochenschau (1940–1945) bekannt ist.
In ausländischen Fassungen (es wurden eine englische, eine französische sowie zwei niederländische Versionen produziert) wurde der Text des Drehbuchs von Eberhard Taubert gestrichen; man fürchtete, der für das deutsche Publikum bestimmte demagogische Ton könnte anderenfalls die Glaubwürdigkeit der „Dokumentation“ gefährden. Dadurch gewann die Musik an Bedeutung, die „einen schwülstigen, orientalischen Charakter“ hatte, sobald Juden gezeigt wurden; Bilder „nordischer Menschen“ hingegen waren mit Bachs Toccata und Fuge in d-Moll untermalt.

## Zeitgenössische Rezeption
Am 11. Oktober 1940 war die Produktion abgeschlossen, und Goebbels notierte in seinem Tagebuch:

„Der ewige Jude nun endlich fertig. Jetzt kann er getrost heraus. Wir haben auch lange genug daran gearbeitet.“

Tatsächlich hielt Goebbels Der ewige Jude, Jud Süß und Die Rothschilds für so wichtig, dass er besondere Anweisungen für die Presse herausgab.
Der Film wurde am 29. November 1940 im Ufa-Palast am Zoo in Berlin uraufgeführt. Er wurde in zwei unterschiedlichen Schnittfassungen gezeigt, wobei in der vollständigen die Szenen mit den Tierschächtungen enthalten waren. Die Vorstellungen der ungeschnittenen Fassungen durften von Frauen und Jugendlichen nicht besucht werden. Die Pressebesprechungen waren positiv, formulierten auch jeweils Erleichterung nach Filmende:

„Wenn der Film ausklingt, […] dann atmet der Betrachter auf. Aus tiefsten Niederungen kommt er wieder ans Licht.“

Und:

„In leuchtendem Gegensatz dazu [den Rattenscharen] schließt der Film nach diesen furchtbaren Szenen mit Bildern deutscher Menschen und deutscher Ordnung, die den Besucher mit tiefster Dankbarkeit erfüllen, diesem Volk angehören zu dürfen, dessen Führer das Judenproblem grundlegend löst.“

Der ewige Jude erhielt die Prädikate „staatspolitisch wertvoll“ und „künstlerisch wertvoll“, darüber hinaus erhielt die um die Schächtungsszene gekürzte und von der Zensur als jugendfrei herausgegebene Fassung auch das Prädikat „jugendwert“.
Eine Meldung aus dem Reich des Sicherheitsdienstes (SD) vom 20. Januar 1941 stellte fest, dass der Film „[a]uf Grund der ausführlichen Vorankündigungen in Presse und Rundfunk […] aus allen Teilen des Reiches von der Bevölkerung mit großer Spannung erwartet worden“ sei. „Nach zahlreich vorliegenden Meldungen“ habe der Film „diesen hochgespannten Erwartungen durchaus entsprochen“ und
„„aufklärender, überzeugender und einprägsamer gewirkt […] als viele antijüdische Schriften. Durchweg sei anerkannt worden, in welch hohem Maße hier das erreichbare Bildmaterial zu einem Ganzen gestaltet worden sei. Besonders zustimmend seien […] die kartographischen und statistischen Darstellungen über die Ausbreitung des Judentums (der Vergleich mit den Ratten wurde als besonders eindrucksvoll hervorgehoben) und über die Ausweitung seines Einflusses in allen Lebensgebieten und in allen Ländern der Welt aufgenommen worden. Große Beachtung haben besonders die Aufnahmen von Juden in den USA gefunden. Man sei überrascht gewesen, wie offen der jüdische Einfluß und die jüdische Vormachtstellung in USA aufgezeigt worden seien […]. Besonders eindrucksvoll seien daneben diejenigen Szenen gewesen, in denen der Jude ‚im Original‘ und ‚in europäischer Fassung‘ als Weltmann gezeigt wurde […], wie überhaupt die Gegenüberstellungen (jüdisches Ghetto – Aufmarsch der deutschen Jugend beim Reichsparteitag) außerordentlich eindrucksvoll wirkten. Geradezu befreit und begeistert sei – nach einer Meldung aus München – während des Films applaudiert worden, als der Führer bei der Stelle einer seiner Reden gezeigt wurde, mit der er voraussagte, daß ein neuer Krieg nur das Ende und die Vernichtung des Judentums zur Folge haben könne. Von besonders überzeugender Wirkung sei überall die Darstellung des Werdegangs der Familie Rothschild und besonders der Nachweis gewesen, daß die einzelnen Familienmitglieder in verschiedenen Ländern naturalisiert wurden, wodurch sie als anerkannte Staatsbürger in den wichtigsten Ländern Fuß faßten. Diese Darstellung und die Gegenüberstellungen von Typen einzelner Juden in allen Weltteilen habe – wie aus zahlreichen Gesprächen entnommen werden konnte – schlagend klargemacht, daß der Jude trotz aller äußeren Anpassung an Staaten, Sprachen und Lebensgebiete doch immer Jude bleibe.
Auf Grund der außerordentlich starken Propaganda für den Film und der eindrucksvollen Gestaltung der dokumentarischen Bildbelege haben die ersten Aufführungen auch einen außerordentlichen Besuch aufzuweisen gehabt. Das Interesse der Bevölkerung habe jedoch örtlich oft bald nachgelassen, da der Film allzu rasch auf den Großfilm Jud Süß gefolgt sei. Da der Film Jud Süß von einem Großteil der Bevölkerung bereits besucht worden war, nahm man nach den vorliegenden Berichten sehr oft an, daß der Dokumentar-Film Der ewige Jude nichts wesentlich Neues bringen könnte. Übereinstimmend wird […] berichtet, daß oft nur der politisch aktivere Teil der Bevölkerung den Dokumentarfilm besucht habe, während das typische Filmpublikum ihn teilweise mied und örtlich eine Mundpropaganda gegen den Film und seine stark realistische Darstellung des Judentums getrieben wurde. Die Widerlichkeit des Dargestellten an sich und vor allem die Schächtszenen seien dementsprechend immer wieder als Hauptgrund gegen den Besuch des Filmes gesprächsweise zum Ausdruck gekommen. Der Film sei wiederholt als eine außerordentliche ‚Nervenbelastung‘ bezeichnet worden […]. So habe auch der Besuch vor allem in Nordwest-, West- und Süddeutschland und in der Ostmark teilweise sehr schnell nachgelassen. Nach Meldungen aus Westdeutschland und auch aus Breslau haben einzelne Besucher des öfteren während der Vorführung die Lichtspielhäuser angewidert verlassen. Dabei seien Äußerungen wie ‚wir haben Jud Süß gesehen und haben nun genug von dem jüdischen Dreck!‘ gefallen. Vereinzelt seien Frauen und auch Männer jüngeren Alters während der Vorführung der Schächtszenen ohnmächtig geworden. Häufig sei geäußert worden, Jud Süß habe das Judentum bereits so überzeugend dargestellt, daß es dieser neuen, noch krasseren Beweismittel in dem unmittelbar danach aufgeführten Dokumentarfilm nicht mehr bedurft habe. Demgegenüber werden sehr zahlreiche Äußerungen vor allem aus politisch aktiven Bevölkerungskreisen gemeldet, nach denen der Film als außerordentlich eindrucksvolles Dokument sehr dankbar aufgenommen worden ist.““
Der Film war kein kommerzieller Erfolg, obwohl er in vielen Kinos lief, z. B. nach der Uraufführung in 66 Lichtspielhäusern allein in Berlin.
Auch in den von Deutschland besetzten Gebieten wurde der Film gezeigt. Im besetzten Frankreich war die Uraufführung des Filmes, dessen französische Fassung im Dezember 1941 freigegeben worden war, Anfang Juli 1942 Teil einer umfassenden antisemitischen Kampagne der deutschen Besatzungsmacht; kurz zuvor war der „Judenstern“ eingeführt worden, und die ersten Deportationen in die Vernichtungslager im Osten hatten eingesetzt. In Antwerpen kam es am 14. April 1941 nach einer Vorführung des Films zu einem Pogrom: 200 bis 400 mit Stöcken und Eisenstangen Bewaffnete (Mitglieder der Volksverwering, der VNV-Miliz „Schwarze Brigade“ und der flämischen SS) verwüsteten und plünderten Häuser im jüdischen Viertel Antwerpens und steckten zwei Synagogen in Brand.
Zum Teil wurden Kinobetreiber zum Vorführen des Films verpflichtet. Im Wesentlichen wurde er von Parteianhängern gesehen und in NS-Organisationen wie zum Beispiel der Hitlerjugend vorgeführt. Gleichwohl wurde in der Bevölkerung wegen seiner drastischen Szenen über den Film gesprochen; von weiten Teilen der Bevölkerung wurde zumindest wahrgenommen, dass es einen solchen Film gab.

## Situation in der Bundesrepublik Deutschland
Nach dem Zweiten Weltkrieg wurde der Film auf die Liste der unter alliierter Militärzensur verbotenen deutschen Filme aufgenommen. Diese Liste hatte mit der Unterzeichnung der Pariser Verträge ihre Wirkung verloren. Anders als beispielsweise Jud Süß ist „Der ewige Jude“ kein Vorbehaltsfilm, da er nicht in den Bestand der Friedrich-Wilhelm-Murnau-Stiftung aufgenommen wurde. Trotz seines antisemitischen Charakters wurde der Film bislang in Deutschland weder indiziert noch beschlagnahmt.
Gegenwärtig wird der Film in Deutschland offiziell nicht vertrieben.